# Bathylinyphia
Bathylinyphia Eskov, 1992 è un genere di ragni appartenente alla famiglia Linyphiidae.

## Distribuzione
L'unica specie oggi nota di questo genere è stata rinvenuta in Asia orientale: in diverse località della Russia orientale, della Cina, della Corea e del Giappone.

## Tassonomia
Per la descrizione delle caratteristiche di questo genere sono stati esaminati gli esemplari di Neriene major Kulczyński, 1885.
A giugno 2012, si compone di una specie:
- Bathylinyphia maior (Kulczyński, 1885)[3] — Russia, Cina, Corea, Giappone

### Sinonimi
- Bathylinyphia japonica (Oi, 1979); trasferita dal genere Bathyphantes Menge, 1866, è stata riconosciuta in sinonimia con B. major (Kulczyński, 1885) a seguito di un lavoro di Eskov (1992a) effettuato sugli esemplari quando erano descritti in Neriene Blackwall, 1833[1].